# Evropská silnice E98
Mezinárodní silnice E98 je evropská silnice, která se nachází na samém jihu Turecka v provincii Hatay. Odbočuje ze silnice E91 a vede přes města Kırıkhan a Reyhanlı na hranici se Sýrií, kde na ni navazuje mašrecká silnice M45 směr Aleppo. S délkou pouhých 58 km jde o druhou nejkratší evropskou silnici I. třídy (po E32). Je vedena převážně po rychlostní silnici.

## Trasa
Turecko
- E91 (İskenderun/Antakya) – Kırıkhan
- – Reyhanlı –

přechod do  Sýrie  Sarmada → Aleppo